# Leptogaster bengryi
Leptogaster bengryi là một loài ruồi trong họ Asilidae. Leptogaster bengryi được Farr miêu tả năm 1963. Loài này phân bố ở vùng Tân nhiệt đới.